# 郑义门古建筑群
29°29′17″N 120°00′22″E / 29.48806°N 120.00611°E
郑义门古建筑群位于中国浙江省浦江县郑宅镇，2001年被列为第五批全国重点文物保护单位。
郑氏于南宋建炎元年（1127年）开始倡义居同炊，至明天顺三年（1459年）大火，共历十五世三百余年未曾分家，在推崇孝行的时代闻名全国，史称郑义门。郑义门古建筑群以郑氏宗祠（清嘉庆二年重建）为中心，四周分布有孝感泉、九世同居碑亭、东明书院、玄麓八景、宋濂故址、崇义桥、老佛社、圣谕楼、昌七公祠、垂裕堂等元明清建筑五十余处。
- 郑氏宗祠大门
- 郑氏宗祠 “洁牲池”和古柏
- 郑氏宗祠师俭厅
- 郑氏宗祠有序堂
- 郑氏宗祠孝友堂
- 郑氏宗祠寝室
- 昌三公祠
- 昌三公祠
- 九世同居碑
- 昌七公祠
- 昌七公祠
- 孝感泉